# کارن تر-مارتیروسیان
کارن آوتیکی تر-مارتیروسیان (به روسی: Карен Аветикович Тер-Мартиросян) (ارمنی: Կարեն Ավետիքի Տեր-Մարտիրոսյան؛ زاده ۲۸ سپتامبر ۱۹۲۲ درگذشته ۱۹ نوامبر ۲۰۰۵) یک فیزیک‌دان نظری و استاد دانشگاه برجسته ارمنی‌تبار اهل روسیه بود که نتایج مهمی در فیزیک هسته‌ای، از مکانیک کوانتومی گرفته تا نظریه‌های نویت وحدت بزرگ را به دست آورد.

## زندگی‌نامه
وی در ۲۸ سپتامبر ۱۹۲۲ در تفلیس به دنیا آمد و از دانشگاه دولتی تفلیس فارغ‌التحصیل شد. تر-مارتیروسیان عضو آکادمی علوم روسیه بود. وی همچنین برندهٔ جوایزی همچون جایزه دولتی اتحاد شوروی شد. وی در ۱۹ نوامبر ۲۰۰۵ در سن ۸۳ سالگی در مسکو درگذشت و در گورستان خوفانسکوی به خاک سپرده شد.